# Skålsåsens naturreservat
Skålsåsens naturreservat är ett naturreservat i Karlstads kommun i Värmlands län.
Området är naturskyddat sedan 2021 och är 22 hektar stort. Reservatet ligger väster om Vallargärdet och består av en ås med barrskog